# Kutok
Kutok - Куток (rus) - és un khútor del krai de Krasnodar, a Rússia. Es troba entre la plana de ponent del Caucas occidental i la costa de la mar Negra. És a 14 km al nord-est d'Anapa i a 119 km a l'oest de Krasnodar.
Pertany a l'stanitsa d'Anàpskaia.